# Борисенко Михайло Віталійович
Миха́́йло Віта́лійович Борисе́нко — полковник Збройних сил України, учасник російсько-української війни, що відзначився під час російського вторгнення в Україну в 2022 році.
Командир 11-го зенітного Шепетівського ракетного полку (11 ЗРП, в/ч А3730). У складі свого військового підрозділу брав участь в операції об'єднаних сил на сході України.

## Нагороди
- Орден Богдана Хмельницького III ступеня (2022) — за особисту мужність і самовіддані дії, виявлені у захисті державного суверенітету та територіальної цілісності України, вірність військовій присязі[4].